# Baños Morales
Los baños Morales son fuentes termales situadas en el cajón del Maipo en la zona suroriental de la Región Metropolitana de Chile a unos 87 kilómetros de Santiago, en la confluencia de los ríos Morales y Volcán, a unos 1800 m sobre el nivel del mar.
Según el censo de 2013, tiene la categoría de fundo, con 40 habitantes.
Su principal atractivo turístico es un conjunto de fuentes de aguas termales, que a su vez reciben el nombre de Baños Morales. Además, es una de las puertas de entrada al Monumento Natural El Morado, una de las áreas protegidas más visitadas de todo Chile.
La localidad cuenta con señal 3G de Movistar y Claro, junto con WOM vía Roaming. Entel posee cobertura 4G en la localidad.

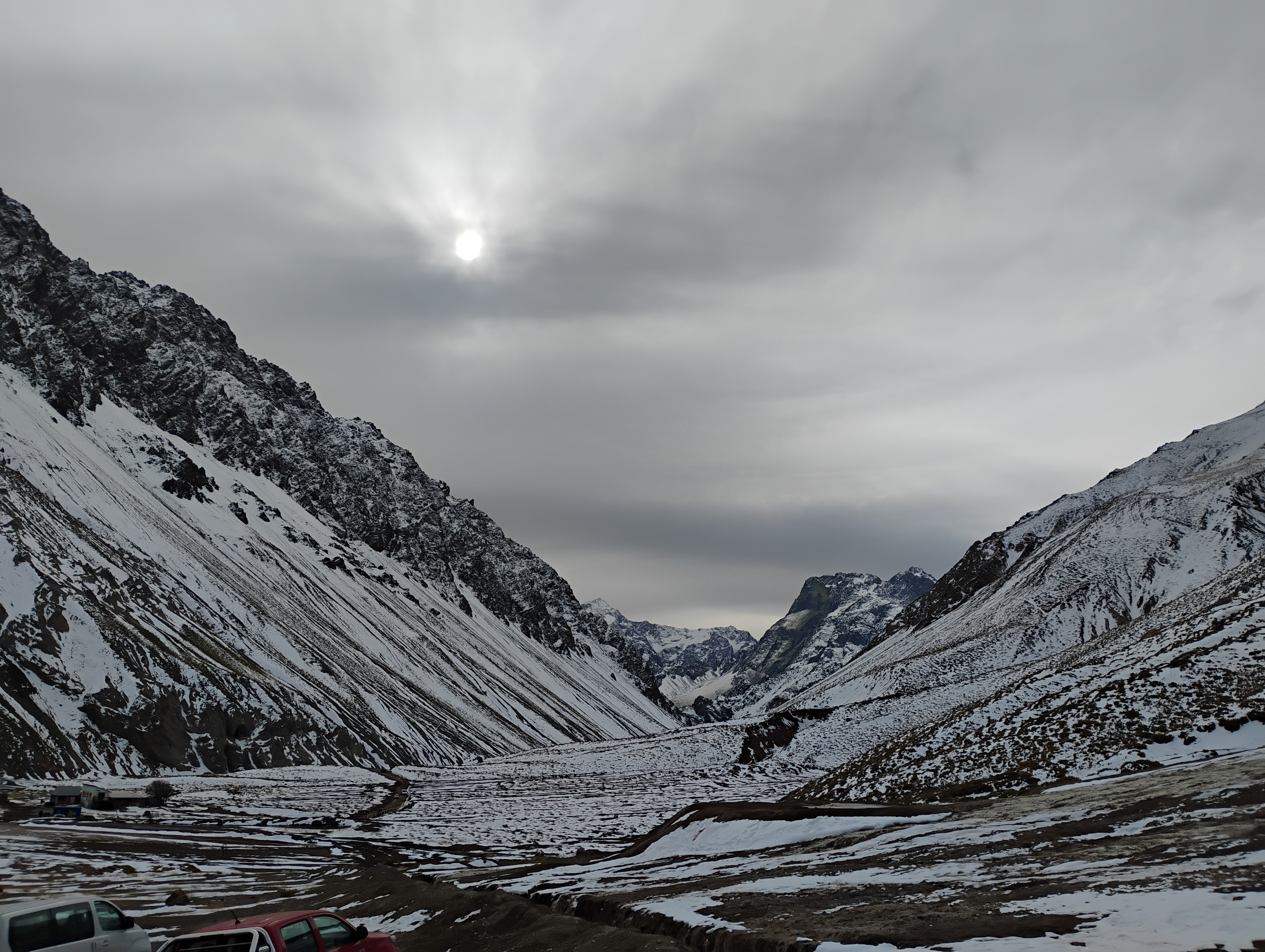
Baños Morales